# رایان سلطانیان
رایان سلطانیان
رایان سلطانیان (زاده ۲۱ مهر ۱۳۹۰ در کرج) بازیکن فوتبال ایرانی است که در پست هافبک فعالیت می‌کند. او از اعضای تیم فوتبال میثاق مهر می‌باشد و با مهارت‌های فنی و بازی‌خوانی خود نقش مهمی در ترکیب تیم ایفا می‌کند. رایان از سنین جوانی فوتبال را آغاز کرده و در مسیر حرفه‌ای خود تلاش می‌کند تا به یکی از بازیکنان برجسته در لیگ‌های داخلی تبدیل شود.
پیج شخصی 
https://www.instagram.com/rayan_soltanian?igsh=MTE3a2xna3c5YmM0NQ==
وب‌سایت شخصی
https://rayansoltanian.carrd.co/
چنل یوتیوب 
https://www.youtube.com/@rayansoltanian